# Dimitar Kovačevski

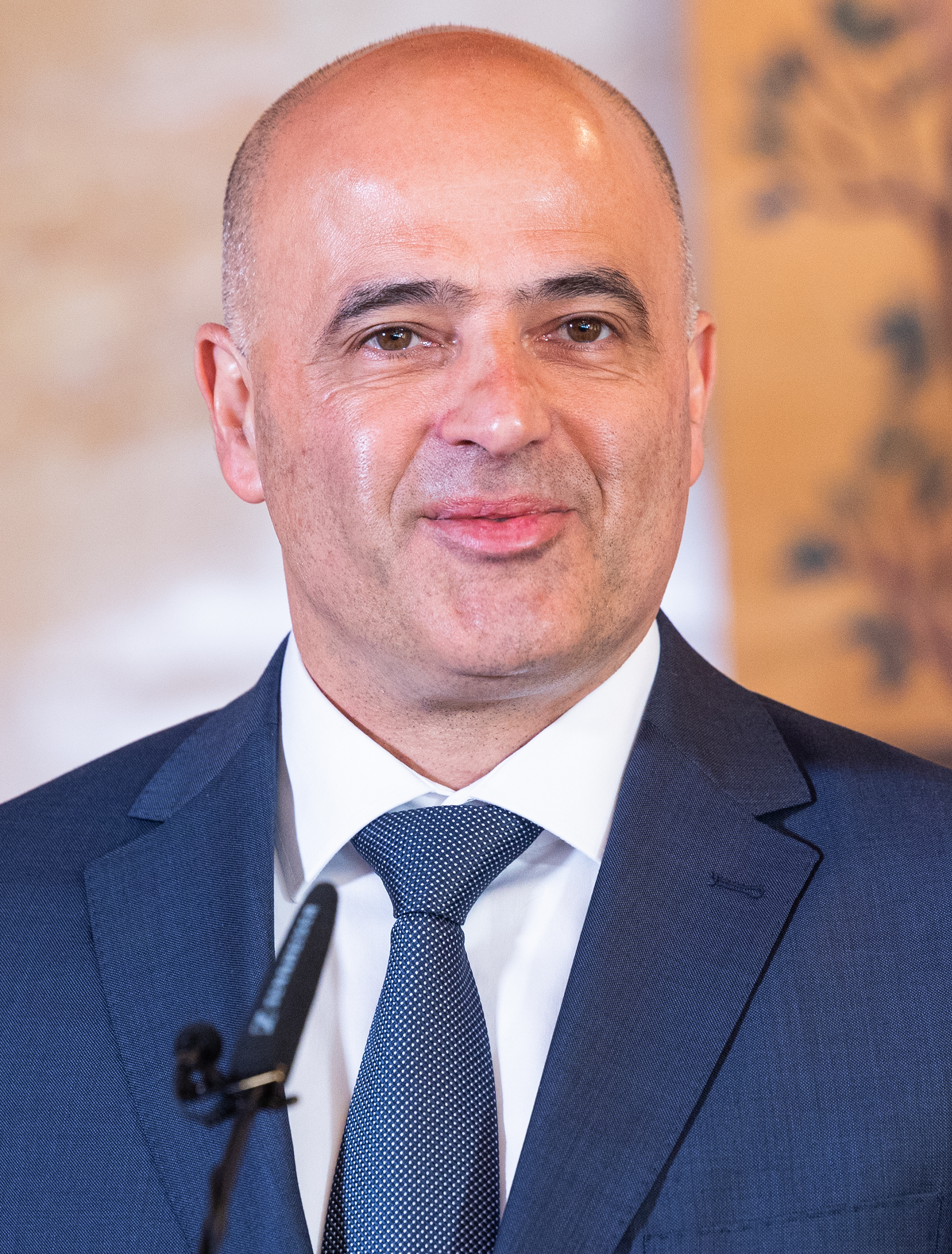
Dimitar Kovačevski (2023)

Dimitar Kovačevski (mazedonisch Димитар Ковачевски; * 1974 in Kumanovo, Sozialistische Republik Jugoslawien) ist ein nordmazedonischer Politiker, derzeitiger Vorsitzender der Sozialdemokratischen Liga Mazedoniens (SDSM) und von Januar 2022 bis Januar 2024 Ministerpräsident des Landes.

## Leben
Dimitar Kovačevski wurde 1974 in der Stadt Kumanovo, damals in der jugoslawischen, sozialistischen Teilrepublik Mazedonien geboren. Er ist der Sohn des Politikers Slobodan Kovačevski, der Bürgermeister von Kumanovo und Botschafter Nordmazedoniens in Montenegro war. Dimitar Kovačevski ist Absolvent der Wirtschaftsfakultät der Universität Skopje. Nach Abschluss eines Masterstudiums in Skopje zog es ihn nach Montenegro, wo er 2008 seinen Doktorgrad in Wirtschaftswissenschaften an der montenegrinischen Universität in Podgorica verteidigte. Er spezialisierte sich an der Harvard University, der Technischen Universität München, der Erasmus-Universität Rotterdam und weiteren.
Nach seiner Ausbildung begann Kovačevski eine Karriere bei Macedonian Telecom als Director of Marketing and Sales Management. Er trat in die Politik bereits 1994 als Mitglied der Sozialdemokratischen Liga Mazedoniens (SDSM) ein und wurde später in deren Parteiführung gewählt. Während der zweiten Amtszeit von Zoran Zaev (2020–2021) wurde er stellvertretender Finanzminister Nordmazedoniens. Nach dem Rücktritt Zaevs im Züge der verlorenen Kommunalwahlen Ende 2021 wurde Kovačevski auf Vorschlag Zaevs dessen Nachfolger. Am 12. Dezember 2021 wurde Kovačevski, als Nachfolger von Zaev, zum Parteivorsitzenden der stärksten parlamentarischen Kraft SDSM gewählt und am 28. Dezember von Staatspräsident Stevo Pendarovski mit der Regierungsbildung beauftragt. Am 16. Januar 2022 wurden Kovačevski und seine Regierung vom nordmazedonischen Parlament mit einer knappen Mehrheit von 62 aus 120 bestätigt. Neben dem Ausbau der gutnachbarschaftlichen Beziehungen zu Bulgarien, um die bulgarische Blockade für den Start der EU-Beitrittsverhandlungen aufzuheben, zählte Kovačevski die Steigerung der Gehälter und Renten, die Förderung lokaler Unternehmen, den Ausbau der Beschäftigung, um junge Menschen im Land zu halten, und die Bekämpfung der Energiekrise 2021/22 zu seinen Prioritäten.